# Ярнефельт, Ээро (дипломат)
Э́эро Я́рнефельт (фин. Eero Järnefelt; (21 апреля [3 мая] 1888, Санкт-Петербург, Российская Империя — 28 января 1970, Хельсинки) — финский политик, дипломат.

## Биография
Родился 21 апреля [3 мая] 1888 в Санкт-Петербурге, в семье Арвида Ярнефельта и Эмилии Фредерики Парвиайнен.
В 1905 году окончил частную высшую среднюю школу Рессу и получил степень кандидата философии в Университете Хельсинки. С 1914 по 1920 годы был журналистом таблоида Helsingin Sanomat, после начал работать в Министерстве иностранных дел Финляндии.
В 1921 году временно, в период с 1921—1922 годы был поверенным Финляндии в СССР. Посланник в Вашингтоне (1934—1938), на Кубе (1934—1938), в Риме (1938—1940), Афинах (1938—1940) и Варшаве (1945—1955). Скончался на 81-м году жизни в Хельсинки, Финляндия.